# Claude James
Claude James est un homme politique français né le 29 janvier 1754 à Saint-Germain-Lespinasse et mort le 19 mai 1806 à Iguerande (Saône-et-Loire).

## Biographie
Fils d'un marchand, il est juge au tribunal de Semur-en-Brionnais lorsqu'il est élu comme député de Saône-et-Loire à l'Assemblée législative le 31 août 1791. Il y siège jusqu'en septembre 1792. Il est nommé conseiller de préfecture en 1800. À sa mort, il est célibataire et homme de loi.

## Sources
- « Claude James », dans Adolphe Robert et Gaston Cougny, Dictionnaire des parlementaires français, Edgar Bourloton, 1889-1891 [détail de l’édition]
- Pierre Montarlot, « Les députés de la Saône-et-Loire aux Assemblées de la Révolution (1789-1799) », Mémoires de la société éduenne, Autun, 1904, tome 32, p. 226-230.